# Gouverneur romain
Un gouverneur romain est un fonctionnaire ou magistrat romain élu ou nommé, et chargé de la direction des provinces romaines. Durant une assez longue période, le latin n'a pas d'équivalent exact de notre terme général gouverneur ; le mot latin rector provinciae peut s'en approcher. Un terme général pour désigner les gouverneurs quel que soit leur statut s'impose au IIIe siècle : praeses. À notre appellation « gouverneur » correspondent donc plusieurs statuts en fonction de la nature de la province. Seuls les proconsuls et propréteurs sont des promagistrats. Les procurateurs qui apparaissent avec Auguste peuvent être considérés comme des fonctionnaires ne dépendant que de l'empereur.

## Sous la République
Durant la République romaine, le Sénat était chargé de la gestion des provinces et nommait les gouverneurs. Le niveau d'autorité que le gouverneur possédait était fonction du type d'imperium qu'il possédait. La plupart des provinces étaient gouvernées par des propréteurs, qui avaient été élus l'année précédente préteurs. Les proprétures étaient en général les plus tranquilles des provinces, où les possibilités de révoltes et d'invasions étaient faibles.
Les provinces menacées ou plus importantes, qui disposaient de camps romains permanents, étaient gouvernées par les proconsuls ayant occupé durant l'année précédente la fonction de consul, la plus importante des magistratures.
Ces promagistrats détenaient une autorité équivalente aux autres avec le même niveau d'imperium et avaient sous leurs ordres le même nombre de licteurs. Généralement, ils exerçaient le même pouvoir autocratique ne souffrant pas de limitation d'autorité. Ils pouvaient user largement de cette autorité pour extorquer de grandes quantités d'argent aux populations. Bénéficiant d'une immunité durant leur imperium, ils pouvaient avoir à rendre compte de leurs prévarications, une fois l'imperium perdu, à l'image de Verres gouverneur de Sicile attaqué par ses anciens administrés qui étaient défendus par Cicéron. Les possibilités d'enrichissement et le pouvoir tiré du commandement d'une grande armée provinciale firent du gouvernement des plus grandes provinces un enjeu majeur à la fin de la République, lorsque les grands imperatores s'affrontèrent.

## Haut Empire
Après la mainmise d'Auguste sur l'empire, un partage fut effectué en -27 qui répartit les types de gouvernements entre l'empereur et les sénateurs. Auguste garda sous sa responsabilité les territoires où stationnaient les légions, tandis que les autres provinces continuèrent à être gouvernées par des promagistrats relevant du Sénat.

### Gouverneurs dans les provinces sénatoriales
Les provinces dites « sénatoriales », mais dont le nom réel était « province du peuple romain », étaient gouvernées, comme sous la République, par un sénateur ayant titre de proconsul. Il s'agissait cependant d'un ancien préteur à l'exception des provinces d'Afrique proconsulaire et d'Asie gouvernées chacune par un ancien consul, en général une quinzaine d'années après son consulat : c'était alors le sommet de sa carrière. L'attribution des provinces se faisait comme sous la République par un tirage au sort entre les candidats au proconsulat. La durée de fonction était en général d'un an, éventuellement prolongeable, le changement de gouverneur se faisant vers le milieu de l'année calendaire. Ces provinces du peuple romain étaient les plus anciennes, les plus riches et les plus civilisées, c'est-à-dire les plus urbanisées. Tranquilles, elles ne disposaient pas de légions, exception faite de l'Afrique romaine, possédant une légion destinée à contenir les tribus berbères. Cette légion resta sous les ordres du proconsul jusque sous Caligula. Elle fut ensuite affectée à la Numidie sous les ordres d'un légat de légion propréteur : il s'agissait d'une province impériale de fait, même si officiellement elle continuait à être rattachée à l'Afrique proconsulaire. Dans la province d'Asie et dans celle d'Afrique, le proconsul se faisait seconder par ses légats (à ne pas confondre avec les légats propréteurs de l'empereur) : il s'agissait de jeunes sénateurs proches du gouverneur à qui il pouvait déléguer une partie de ses fonctions. Chacun de ces gouverneurs avait à sa disposition six licteurs, à la fois gardes du corps et symboles de son autorité. Il se faisait accompagner par ses proches qui pouvaient l'aider et le conseiller, c'est la cohors amicorum.

### Gouverneurs dans les provinces impériales
Provinces confiées à des sénateurs
Durant le principat, l'empereur gouverne en théorie lui-même certaines provinces, appelées provinces impériales. C'est l'empereur qui détient l'imperium sur ces provinces. Dans ces provinces, un légat propréteur (legatus augusti pro praetore) gouverne au nom de l'empereur et par délégation de son imperium. Dans les faits et compte tenu des communications, il pouvait jouir d'une assez large initiative dans la limite des mandats que l'empereur lui avait fixés. Dans les provinces disposant d'une légion, le légat était de rang prétorien : il était un ancien préteur. Si la province comptait plus d'une légion, le légat était un ancien consul et avait sous ses ordres des légats de légions qui n'avaient pas le titre de propréteur. La durée des gouvernements était en général de 3 ans au plus, et pouvait être interrompue à tout moment par l'empereur.
Provinces confiées à des chevaliers
L'empereur avait aussi sous son contrôle un certain nombre de provinces plus petites, souvent peu urbanisées et potentiellement difficiles à gérer, sans toutefois nécessiter une légion complète. Ces provinces dites provinces équestres ou provinces procuratoriennes étaient mises au fur et à mesure de leur annexion sous la responsabilité d'un chevalier romain nommé directement par l'empereur et ayant le titre de préfet ou de procurateur et ne commandant que des troupes auxiliaires. Elles pouvaient changer de statut avec l'évolution de l'empire, et devenir soit une province sénatoriale comme la Thrace, soit une province impériale. La durée de service était en général de 5 ans mais pouvait quelquefois durer plus longtemps. Le système des procurateurs-gouverneurs se mit en place progressivement au début de l'empire pour se fixer sous Claude.
L'Égypte était un cas à part car elle était possession personnelle de l'empereur et n'avait pas le statut de province. Il nommait à sa tête un préfet d'Égypte, praefectus aegypti, le plus haut rang de l'ordre équestre durant le haut Empire après le préfet du prétoire. Ce préfet d'Égypte disposait d'une légion complète dirigée par un préfet issu aussi de l'ordre équestre : les sénateurs ne pouvaient se rendre en Égypte sans autorisation de l'empereur.

### Tâches du gouverneur
À son entrée en fonction dans sa province, le gouverneur publiait un édit (edictum provinciale) qui proclamait les normes d'administration et d'application du droit qu'il suivrait, généralement en reprenant l'édit de son prédécesseur.
Le gouverneur proconsul ou propréteur dispose de l'imperium, qui s'applique pour ses tâches militaires, politiques et judiciaires, dans les limites des droits et des pouvoirs des cités de sa province. Les affaires financières et fiscales lui échappent totalement selon un vieux principe administratif romain. Dans les provinces sénatoriales, c'est un questeur qui s'occupe des finances et dans les provinces impériales, un procurateur financier.
Le gouverneur doit défendre sa province, mais ne doit pas se lancer en théorie dans des aventures militaires destinées à mener une conquête. Il doit réprimer les révoltes et limiter le brigandage. Tout en respectant l'autonomie des cités, le gouverneur doit s'assurer du maintien de l'ordre public dans leur cadre et de leur bonne santé économique et financière. Un certain nombre de documents nous permettent de mieux connaître l'action quotidienne des gouverneurs romains. Les Lettres de Pline le Jeune adressées à Trajan nous montrent Pline s'occupant des travaux décidés par les cités de sa province et contrôlant leur coût, du recrutement des soldats et des effectifs militaires, de la garde des prisons, du recrutement des esclaves publics, d'affaires judiciaires, dont le jugement des chrétiens, etc. Le Digeste confirme ces différentes missions : le proconsul doit inspecter les édifices publics, les faire achever ou réparer, éventuellement fournir le service de militaires. Le proconsul effectuait aussi une tournée dans sa province, tenant des assises judiciaires dans les principales cités. C'est dans ce dernier cadre que les récits de martyrs chrétiens nous montrent le gouverneur interrogeant et condamnant les chrétiens, à l'instar de Pionios en Asie Mineure en 250.

### Moyens du gouverneur
L'Empire romain n'a pas de véritable fonction publique à l'image des administrations modernes. Le gouverneur a cependant sous ses ordres un certain nombre de personnes destinées à lui permettre d'accomplir sa tâche. Il peut tout d'abord se faire accompagner de proches, amis, clients ou affranchis, membres de sa cohors amicorum. Certains d'entre eux peuvent être spécialistes dans un domaine particulier : ainsi, nous savons que Frontin voulait emmener un chevalier pour lutter contre le brigandage lors de son proconsulat - poste que celui-ci déclina finalement en raison de sa mauvaise santé. Mais surtout, il existe dans la capitale provinciale un embryon d'administration qui assure la continuité des tâches administratives par delà la rotation assez rapide des gouverneurs. Esclaves impériaux et affranchis en sont des rouages importants.
Comme tout magistrat romain, le gouverneur est assisté d'appariteurs officiels, qui sont licteurs, messagers-huissiers (viatores), héraults (praecones), auxiliaires pour les cérémonies religieuses.
Le rôle des militaires n'est pas à négliger non plus. Le gouverneur est en permanence accompagné d'une escorte militaire (singulares), mais il a aussi à ses ordres des soldats destinés à son officium, c'est-à-dire à ses bureaux, y compris dans les provinces dépourvues de légion. Ces soldats sont des principales, des sous-officiers plus ou moins lettrés et dispensés de corvées (immunes). Chaque légion fournissait 10 speculatores, des secrétaires en chef (cornicularii), des greffiers-archivistes (commentarienses) et 60 beneficiarii (bénéficiaires). Ces derniers peuvent être nommés dans une statio, un poste de contrôle en général situé sur une route importante ou près d'une cité. De telles stationes sont bien connues dans les provinces frontières, comme à Sirmium en Pannonie. Enfin, des archives provinciales existent, rassemblées dans les bureaux du palais du gouverneur au cœur de la capitale provinciale. Elles nous sont mal connues mais pouvaient être assez précises. La table de Banasa, inscription trouvée au Maroc, reproduit des lettres de gouverneurs et laisse deviner l'existence de rapports archivés. Depuis sa capitale et à l'aide de cette administration provinciale, il revient au gouverneur de centraliser l'information à destination de Rome et de diffuser les ordres, décisions et lois prises par l'empereur.
Au terme de son mandat, le proconsul pouvait être accusé par ses administrés et jugé devant le sénat : plusieurs lettres de Pline le Jeune relatent les procès qui opposèrent les Bithyniens à leur ancien gouverneur Varenus, les Africains à leur ancien proconsul Priscus et trois procès concernant la province de Bétique. La réussite dans de tels procès dépendait cependant en partie du bon vouloir de l'empereur et de la puissance des patronages que les provinciaux pouvaient mobiliser dans ces affaires dont l'issue était très risquée.

## Transition auIIIesiècle
À partir de Septime Sévère, des commandements de provinces et de légions commencent à être confiés à des chevaliers, remplaçant des sénateurs en tant que pro-légats. Ces nominations sont des intérims brefs et provisoires, le temps de mise en place d'un nouveau gouverneur sénateur ou en palliatif d'un décès.
Gallien modifie les règles d'affectation en confiant systématiquement les postes de gouverneurs à des chevaliers, militairement plus compétents, au détriment des sénateurs. Les provinces impériales où stationnent les légions sont confiées à des praesides, tandis que les préfets vice-légats se substituent aux légats de légion. Quelques provinces impériales (Bretagne, Espagne citérieure, Mésie inférieure) continuent d'être gouvernées par des légats d'Auguste propréteurs. Les provinces sénatoriales moins menacées (surtout l'Afrique et l'Asie) conservent leurs proconsuls.

## Bas Empire
Dioclétien poursuit à partir de 293 la réforme de l'administration des provinces, Constantin Ier la complète en 318.
Dioclétien crée 12 diocèses, dont bon nombre furent divisés plus tard. Originellement deux à quatre furent attribués à chaque tétrarque. Chaque diocèse, sous l'autorité d'un Vicaire (vicarius), comprend plusieurs anciennes provinces connues comme éparchies, de rang divers et portant des titres variés incluant certains anciens titres comme proconsul et des nouveaux comme Corrector provinciae, Moderator Provinciae, Praeses provinciae. Le vicaire, dans son diocèse, était l'autorité suprême et celle-ci ne pouvait être disputée que par le préfet du prétoire ou l'empereur lui-même. Plus tard, le poste de vicaire passe sous le contrôle du préfet du prétoire mais reste hautement prestigieux.
Sous Constantin, les gouverneurs perdent, entre autres, leur rôle militaire. Le gouverneur était assisté d'un dux qui dirige les légions de la province. Quand ce dernier parvient au niveau diocésain, un autre dux est nommé. Bientôt, le ducatus (Territoire militaire du dux) devient plus ou moins indépendant et dirige plusieurs provinces, jusqu'à ce qu'un nouveau niveau militaire soit créé sous le nom de Comes rei militaris et Magister militum. Les quatre préfets du prétoire, alors fonctions civiles, sont les plus hauts officiers du diocèse, le Magister militum étant le plus important officier militaire.